# Axis mundi

Mont Fuji, Japon

L’axis mundi (ou axe cosmique, axe du monde, pilier du monde, columna cerului, centre du monde, arbre du monde) est, dans la religion ou la mythologie, le centre du monde et/ou la connexion entre le Ciel et la Terre. Comme le pôle céleste et le pôle géographique, il manifeste un point de connexion entre ciel et terre. Ce point est le lieu d'une correspondance entre les royaumes supérieurs (ceux des ou de la divinité) et inférieurs (ceux des hommes). Cette communication permet aux royaumes inférieurs de s'élever vers les supérieurs, tandis que les royaumes supérieurs peuvent répandre leur bénédiction aux inférieurs. Ce lieu fonctionne comme l'omphalos (nombril), le point de commencement du monde,.
Cet axe est souvent vu comme une figure féminine du fait de son lien avec le centre de la Terre (peut être comme un cordon ombilical apportant la nourriture). Il peut avoir la forme d'un objet naturel (une montagne, un arbre, une vigne, une tige, une colonne de fumée ou d'incendie) ou un produit de fabrication humaine (un bâton, une tour, une échelle, un escalier, un arbre de mai, une croix, un clocher, une corde, un totem, un pilier, une flèche). Sa proximité avec le Ciel peut comporter des implications qui sont principalement religieuses (pagode, mont du Temple, minaret, église) ou profane (phare, obélisque, gratte-ciel, fusée). L'image apparaît dans les contextes religieux et laïques. On trouve le symbole de l'Axis mundi dans les cultures centrées sur des pratiques chamaniques ou dans les systèmes de croyances animistes, dans les grandes religions mondiales, et encore dans les « centres urbains » technologiquement avancés. D'après Mircea Eliade, « chaque microcosme, chaque région habitée, possède un centre ; c'est-à-dire, un lieu sacré au-dessus de tout. » L'Axis mundi est souvent considéré comme le centre du monde.

## L'Arbre-Monde, une représentation symbolique de l'axis mundi
- Si vous ne connaissez pas le sujet, laissez ce bandeau (vous pouvez alors contacter les auteurs).
- Si vous supprimez le contenu mis en cause (vous pouvez préalablement contacter les auteurs),

argumentez précisément cette suppression dans la page de discussion
(un manque de référence n'est pas un argument ; une recherche réelle de référence doit avoir été effectuée, être formellement documentée).
Les plantes sont régulièrement prises comme images de l’axis mundi. Ainsi, l’image de l’Arbre Monde fournit un symbole d’axe unissant trois plans : le ciel (les branches), la terre (le tronc) et le monde souterrain (les racines). Dans certaines cultures polynésiennes, l’arbre banian (de la famille des figuiers des pagodes) est la demeure des esprits ancestraux. Dans la religion hindoue, le banian est considéré comme sacré et appelé « Ashwath Vriksha ». Il représente la vie éternelle, en raison de la croissance impressionnante de ses branches.[réf. souhaitée]
On trouve également un type de figuier des pagodes particulièrement vieux et imposant appelé « arbre de l’éveil ou de la Bodhi ». Il s'agit de l’arbre sous lequel le Bouddha Siddhartha Gautama a, selon la tradition, atteint l’illumination. Dans la mythologie nordique, l’Yggdrasil remplit la même fonction symbolique et manifeste l'illumination d'Odin. On peut encore mentionner les exemples du Jieveras de la mythologie lituanienne, du Chêne de Thor, des arbres-monde mésoaméricains, ou encore du Jian-Mu, l’arbre marquant le centre du monde dans la cosmographie traditionnelle chinoise (relié à deux autres arbres situés à des points Est et Ouest correspondant au lever et coucher du soleil). Dans la Genèse, l’Arbre de vie et l’Arbre de la connaissance représentent deux aspects d'une même image. Chacun des deux est supposé se trouver au centre du Jardin d’Eden d'où coulent quatre fleuves qui irriguent le monde.
Mais chaque arbre est porteur d’une bénédiction[réf. nécessaire]. Le bambou, traditionnellement utilisé en Asie pour fabriquer (entre autres choses) des instruments de calligraphie, représente la connaissance, et on le trouve régulièrement sur les campus universitaires asiatiques[non pertinent]. L’arbre de Noël, dont les origines renvoient aux croyances européennes pré-chrétiennes, est également une représentation de l’axis mundi.[réf. nécessaire]

## Le corps humain en tant que pilier
La symbolique de l’axis mundi peut être également appliquée au corps humain. On retrouve régulièrement le concept de corps humain perçu comme pilier entre la terre et les cieux parmi les représentations les plus allégoriques de l’Arbre de Vie, comme dans le cas des Sephiroth de la Kabbale ou du système de chakras reconnu dans le bouddhisme et l’hindouisme. Il s’agit également d’un principe fondamental du Yoga et du Tai Chi. Le Bouddha est une représentation personnifiée d’un axis mundi. L’astrologie repose sur la connexion assumée entre la santé et les préoccupations des individus et les liens de ceux-ci avec les corps célestes. De nombreuses religions considèrent le corps lui-même comme un temple, et la prière comme une colonne unissant la terre aux cieux. À la Renaissance, un autre exemple de tentative de représentation mathématique et symbolique du corps humain en tant qu’axis mundi est fourni par l’Homme de Vitruve.

## Expressions contemporaines
Aujourd'hui, certains concepteurs de gratte-ciel[Qui ?] évoquent le symbolisme de l'axe mundi. Taipei 101 à Taiwan, achevé en 2004, renvoie à l'escalier, la tige de bambou, la pagode, le pilier et la torche. À Dubaï, le design du Burj Khalifa rappelle à la fois les plantes du désert et les flèches arabes traditionnelles. Un de ses concepteurs, William Burley, déclare d'ailleurs que « l'objectif du Burj [Khalifa] n'est pas simplement d'être le plus haut bâtiment du monde mais d'incarner les aspirations les plus élevées du monde ».
L'épisode 16 de la saison 5 de la série télévisée Supernatural fait également référence de l'Axis Mundi. D'autre part, dans le jeu vidéo Catherine, le joueur peut débloquer, à sous certaines conditions, des niveaux secrets regroupés sous le nom « Tour de Babel ». Le quatrième et dernier de ces niveaux se nomme « Axis Mundi ». Enfin, le premier épisode de la saison 2 de The Leftovers s'intitule « Axis Mundi ».

## Exemples d'axis mundi

### Asie
- Wuji (Chine)
- L'Arbre de la Bodhi (Bouddhisme), sous lequel Siddhartha Bouddha accéda à l'Éveil

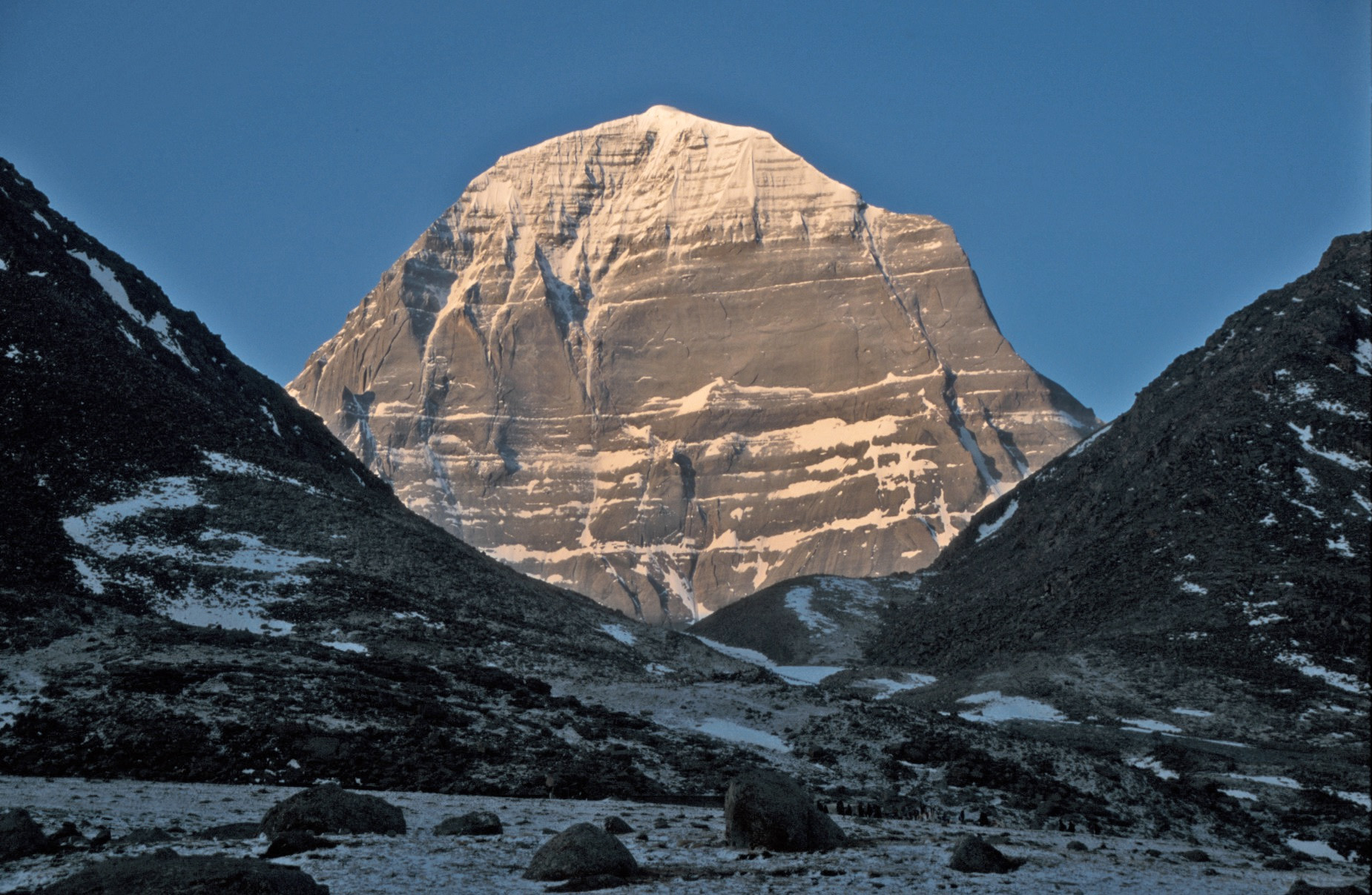
Mont Kailash ou Meru (Tibet)

- Mont Kailash ou Meru (Tibet)Pagode (Bouddhisme, Taoïsme)
- Stūpa (Bouddhisme, Hindouisme)
- Mont Meru[11] (Hindouisme, Bouddhisme, Jaïnisme)
- Mont Kailash[11] en Inde (Hindouisme : demeure de Shiva), Bön et autres religions tibétaines)
- Jambudvipa (Hindouisme, Jaïnisme), vu comme le véritable nombril de l'Univers
- Mont Mandara (Inde)
- Lingam (Inde)
- Kunlan (Chine), lieux de résidence des Immortels et des "Pêches de l'Immortalité"
- Mont Fuji (Japon)
- Forme humaine (Yoga, Tai Chi, Bouddha en méditation,)
- Sanctuaire d'Ise (Shintoïsme)
- Cour centrale des maisons traditionnelles
- Bambou, associé à la connaissance et à l'apprentissage

### Moyen-Orient

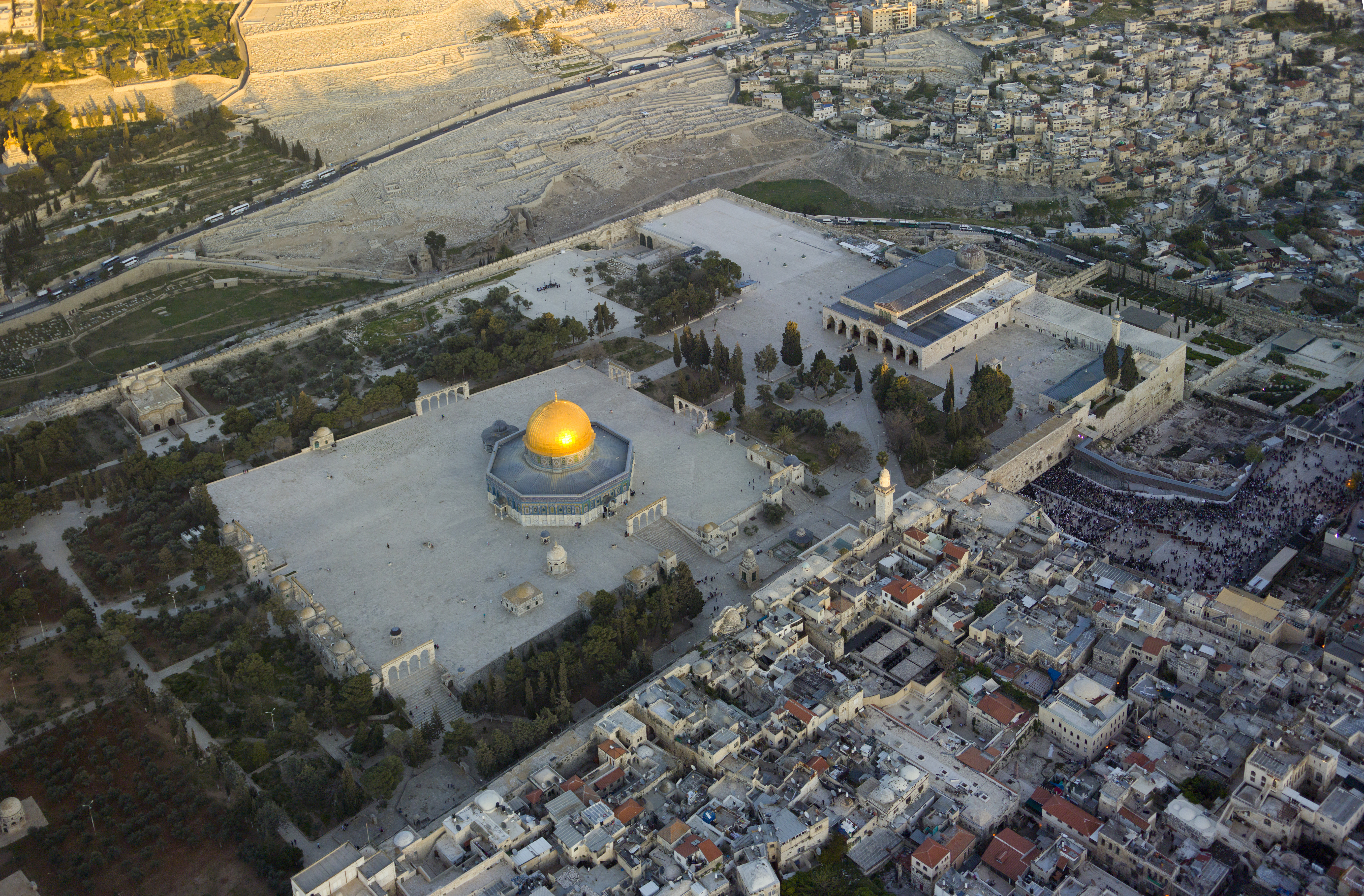
Mont du Temple ou Esplanade des Mosquées

- Le mont Ararat, lieu de débarquement de l’arche de Noé
- La tour de Babel
- L'échelle de Jacob
- Jérusalem, précisément le Temple sur le Mont du Temple
- La Kaaba (à La Mecque)
- Le dôme du Rocher

### Afrique
- Les pyramides

### Europe
- Jérusalem figurant le centre du monde sur la carte du théologien allemand Heinrich Bünting, en 1581Le Cœur des Orcades au Néolithique

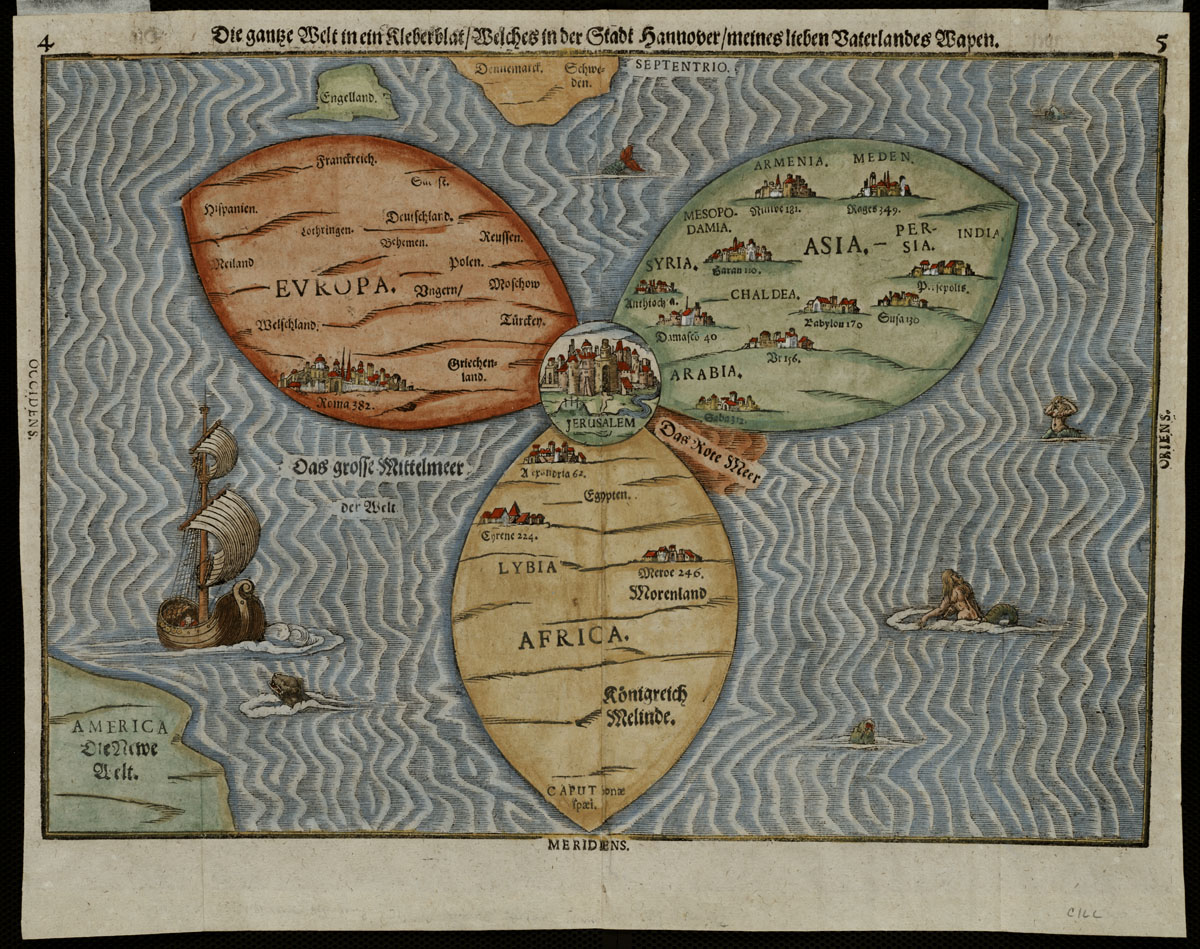
Jérusalem figurant le centre du monde sur la carte du théologien allemand Heinrich Bünting, en 1581

- Le Mont Olympe dans la mythologie grecque
- Le Prunier de Cythère
- La Basilique Saint-Pierre à Rome
- L'Umbilicus Urbis Romæ, une structure dans le Forum romain d'où toutes les voies romaines se séparèrent.
- Delphes dans la mythologie grecque
- Yggdrasil dans la mythologie scandinave

### Les Amériques
- Pyramides de Teotihuacán
- Cuzco pour les Incas
- Collines noires pour les Sioux

### Australie
- Uluru (Aborigènes d'Australie)
- Serpent arc-en-ciel (Aborigènes d'Australie)